# جوني فيغاس فرنانديز
جوني مارتين فيغاس فرنانديز لاعب كرة قدم محترف سابق في بيرو. وهو حاليًا خامس أعلى حارس مرمى من حيث تسجيل الأهداف على الإطلاق حيث سجل 45 هدفًا في جميع المسابقات بضمنها 30 هدفا من ركلات جزاء و 9 من أهداف من غيرها.

## روابط خارجية
- جوني فيغاس فرنانديز على موقع الاتحاد الدولي (مؤرشف)  (الإنجليزية)
- جوني فيغاس فرنانديز على موقع قاعدة بيانات كرة القدم.إي يو (الإنجليزية)
- جوني فيغاس فرنانديز على موقع ناشيونال فوتبول تيمز (الإنجليزية)